# Vombater
Vombater (Vombatidae) är en familj med pungdjur som förekommer i Australien och som omfattar tre arter som placeras i två släkten. De är björnliknande växtätare som gräver gångar i jorden där de har sina bohålor. Namnet "vombat" är ett lånord från urbefolkningsstammen darugs (aboriginer) språk.

## Utseende
Vombater är mellan 70 och 120 centimeter långa och väger mellan 20 och 40 kilogram. Extremiteterna är korta och kraftiga. Fötterna har fem tår och av dessa har de främre fem och de bakre fyra klor. Svansen är en liten naken stump. Huvudet är stort och brett och utrustat med medelstora öron som har en avrundad till trekantig form. Ögonen är jämförelsevis små. Vombaternas bakre kroppsdelar är försedd med tjock hud, brosk och ben. Anmärkningsvärt är att deras tänder liknar gnagarnas. Tandformeln är I 1/1 C 0/0 P 1/1 M 4/4, alltså 24 tänder.

## Utbredningsområde
Vombater lever i Australiens sydliga och östliga regioner i delstaterna South Australia, Victoria, Nya Sydwales, Queensland och Tasmanien. De är inte specialiserade på något speciellt habitat men behöver lämplig jord[förklaring behövs].

## Levnadssätt

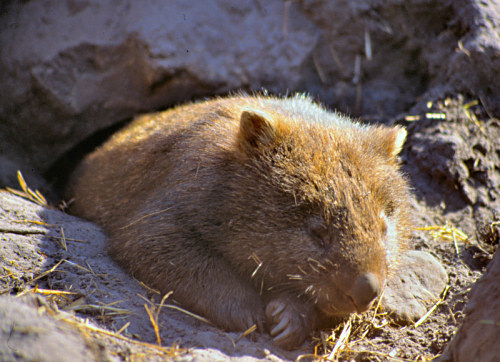
Nakennosvombat vid sin bohåla.

Vombater är ett av de största däggdjuren som gräver gångar. Med sina skarpa klor skapar de grottor som oftast sammanfogas till ett större tunnelnät. Tunnlarna kan bli upp till 20 meter långa och ligger ibland 3,5 meter under markytan. Det förekommer att individer som inte är släkt bor i samma tunnelsystem. Vombater är aktiva under natten och vilar på dagen.
Vuxna individer har nästan inga naturliga fiender. Den av människan introducerade dingon är troligtvis deras största fiende. Vid fara använder den sin bakdel för att blockera ingången till boet. De flesta dödsfall orsakas av människor och bilar. I områden med få människor är det födotillgången som främst påverkar populationsstorleken.
En vombats revir är mellan 2,5 och 23 hektar stort. Reviret markeras med avföring och jordhögar samt försvaras med aggressivt beteende. Ibland förekommer strider mellan hanarna med allvarliga bett. På korta sträckor uppnår vombater en hastighet av 40 kilometer i timmen. De är även bra på att klättra och simma.

### Föda
En vombat är ute mellan tre och åtta timmar varje kväll för att äta gräs. De äter inhemska och icke inhemska grässorter samt andra växter och mossor. I sällsynta fall äter de även delar av buskar och träd eller svampar. Deras ämnesomsättning är långsam men mycket effektiv. En måltid stannar i djuret i upp till 3 dagar. Vombater är också mycket bra på att hushålla med vätska och deras behov av vatten är bara en fjärdedel av kängurudjurens.[källa behövs]

### Fortplantning
Vanligtvis är födseln av ungar inte bunden till någon speciell årstid. Honans pung har öppningen på baksidan, vilket förhindrar att den fylls med jord när djuret gräver. Den föder normalt en unge åt gången, men i sällsynta fall kan den få fler. Ungen stannar i pungen i sex till tio månader och håller sig sedan till modern i ytterligare ett år. Vombater blir könsmogna vid cirka två eller tre års ålder och når i naturen en ålder av fem år. I fångenskap kan de leva upp till 30 år.

## Systematik
Vombater tillhör ordningen fåframtandade pungdjur (Diprotodontia). I samma ordning ingår bland annat kängurudjur, koala och klätterpungdjur (Phalangeridae). Vombaternas närmaste släkting är koalan och de listas tillsammans i underordningen Vombatiformes som skiljde sig för cirka 40 miljoner år sedan från de andra fåframtandade pungdjuren. Familjen Vombatidae omfattar idag de två släktena Lasiorhinus och Vombatus. Man känner till ytterligare fem utdöda släkten.
Man skiljer mellan de följande arterna:
- Nakennosvombat (Vombatus ursinus)
- Nordlig hårnosvombat (Lasiorhinus krefftii)
- Sydlig hårnosvombat (Lasiorhinus latifrons)

De första djur som räknas till familjen Vombatidae levde för cirka 18 miljoner år sedan under Miocen.

## Hot och status
Européernas kolonisering av Australien innebar en avsevärd minskning av vombaternas levnadsområden. Många regioner i deras utbredningsområde blev förstörda och populationen minskade på grund av jakt och införseln av icke inhemska djurarter. Av arten nordlig hårnosvombat finns bara ett hundratal individer kvar som lever i en liten nationalpark i Queensland. Denna art listas av IUCN som starkt hotad. De två andra arterna har större populationer och kategoriseras inte som hotade.